# Ellendale (Minnesota)
Pour les articles homonymes, voir Ellendale.
Ellendale est une ville américaine située dans le Comté de Steele, dans le Minnesota. Selon le recensement de 2010, sa population est de 691 habitants.